# Quartina (metrica)
Una quartina è in poesia una strofa composta da quattro versi. È la più comune forma metrica della poesia europea;  le rime classiche sono del tipo AABB, ABAB, ABBA, ABCB. In un significato più ampio, il termine si riferisce ad una poesia di soli quattro versi oppure ad una singola parte di un componimento formato da più quartine.
La quartina compare già nelle poesie delle antiche civiltà, comprese l'antica Grecia e l'antica Roma. Durante il Medioevo europeo, in Medio Oriente e specialmente in Iran, eruditi poeti come ʿOmar Ḫayyām continuano a rendere popolare questa forma di poesia, conosciuta anche come Ruba'i.